# PIAF
Pour l’article homonyme, voir Piaf.
PIAF (Professionnels de l'Image et des Archives de la Francophonie) est le nom d'une association loi de 1901 à but non lucratif créée en 2006, rassemblant les principaux fonds d'archives audiovisuelles en France, Suisse et Belgique, et des documentalistes chercheurs d'images, réunis autour de questions juridiques, économiques, techniques, artistiques ou déontologiques concernant l'utilisation de ces images. 